# Paralichthys
Paralichthys es un género de peces de la familia Paralichthyidae, del orden Pleuronectiformes. Este género marino fue descrito científicamente en 1858 por Charles Frédéric Girard.

## Especies
Especies reconocidas del género:
- Paralichthys adspersus (Steindachner, 1867)
- Paralichthys aestuarius C. H. Gilbert & Scofield, 1898
- Paralichthys albigutta D. S. Jordan & C. H. Gilbert, 1882
- Paralichthys brasiliensis (Ranzani, 1842)
- Paralichthys californicus (Ayres, 1859)
- Paralichthys delfini Pequeño & Plaza, 1987
- Paralichthys dentatus (Linnaeus, 1766)
- Paralichthys fernandezianus Steindachner, 1903
- Paralichthys isosceles D. S. Jordan, 1891
- Paralichthys lethostigma D. S. Jordan & C. H. Gilbert, 1884
- Paralichthys microps (Günther, 1881)
- Paralichthys oblongus (Mitchill, 1815)
- Paralichthys olivaceus (Temminck & Schlegel, 1846)
- Paralichthys orbignyanus (Valenciennes, 1839)
- Paralichthys patagonicus D. S. Jordan, 1889
- Paralichthys squamilentus D. S. Jordan & C. H. Gilbert, 1882
- Paralichthys triocellatus A. Miranda-Ribeiro, 1903
- Paralichthys tropicus Ginsburg, 1933
- Paralichthys woolmani D. S. Jordan & T. M. Williams, 1897